# Jandelsbrunn
Jandelsbrunn je obec v německé spolkové zemi Bavorsko, v zemském okrese Freyung-Grafenau ve vládním obvodu Dolní Bavorsko.
K 31. 12. 2011 zde žilo 3 284 obyvatel.

## Místní části

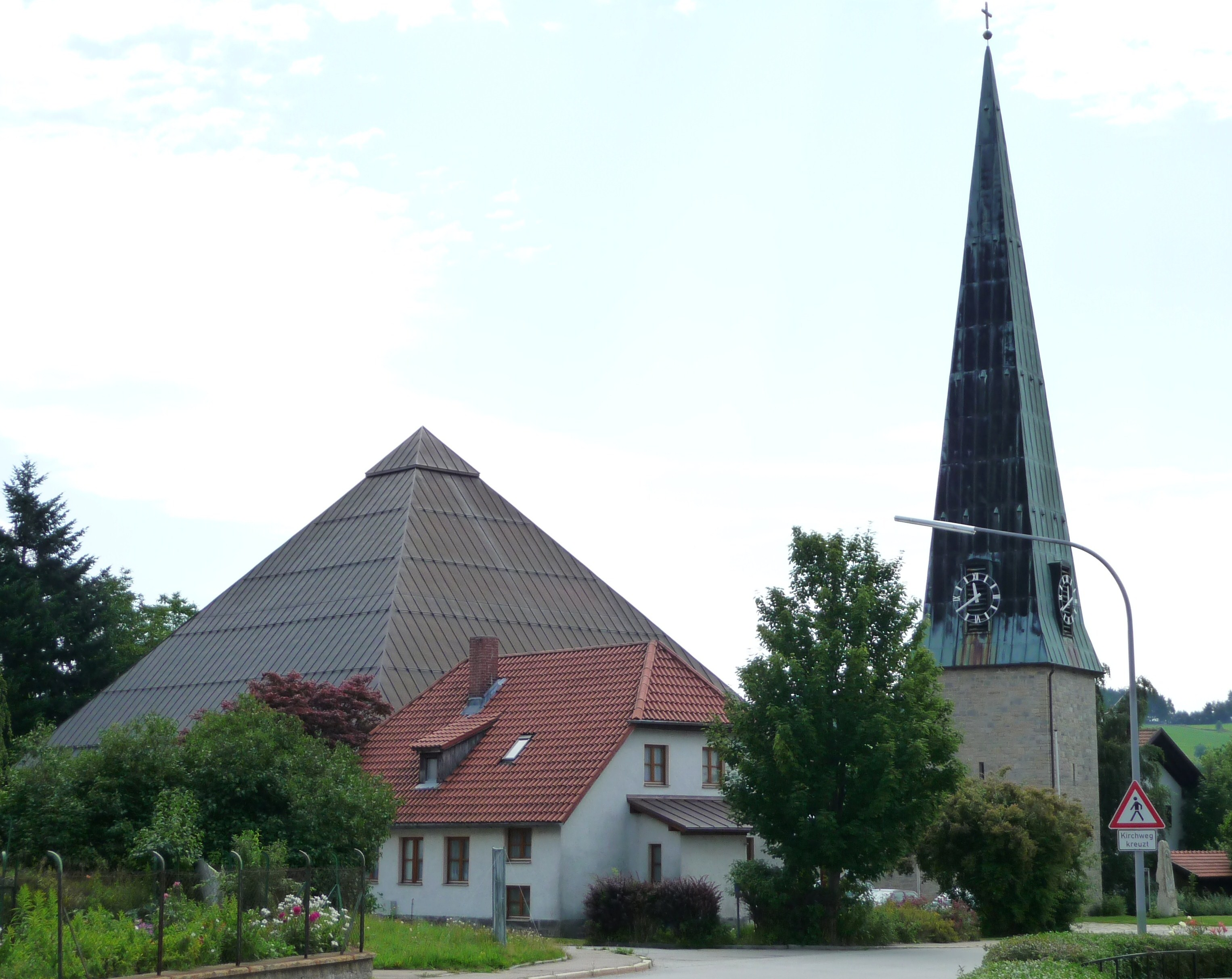
Farní kostel Neposkvrněného početí Panny Marie

- Anglberg
- Aßberg
- Aßbergermühle
- Aßbergerweid
- Binderhügel
- Bognerwies
- Brunnermühle
- Dachelwies
- Duschlwies
- Edhäusel
- Fasangarten
- Freud
- Grübwies
- Grund
- Grundmühle
- Gsteinet
- Hanselmühle
- Heindlschlag
- Hintereben
- Hinterwollaberg
- Höllmühle
- Jandelsbrunn
- Jandelsbrunnermühle
- Kaltwasser
- Laßberg
- Lenzmühle
- Linden
- Mitterau
- Mösing
- Neufang
- Neuweid
- Ödhof
- Pfifferhof
- Poppenreut
- Rehleiten
- Reichermühle
- Reichling
- Reut
- Rohrhof
- Rosenberg
- Saghäuser
- Sagmühle
- Scheiben
- Schindelstatt
- Farní kostel Neposkvrněného početí Panny MarieSchlag
- Steinerfurth
- Stierweid
- Voglöd
- Vorderau
- Vordereben
- Weid
- Wolfau
- Wollaberg
- Zielberg

## Historie
Jandelsbrunn patřil k té části pasovského biskupství, kterou knížecí biskup Leopold Ernst von Firmian získal v roce 1765 od hornorakouského panství Rannariedl. V roce 1805 se Jandelsbrunn stal součástí Bavorska.